# Décès en 1256
Décès
- 1252
- 1253
- 1254
- 1255
- 1256
- 1257
- 1258
- 1259
- 1260

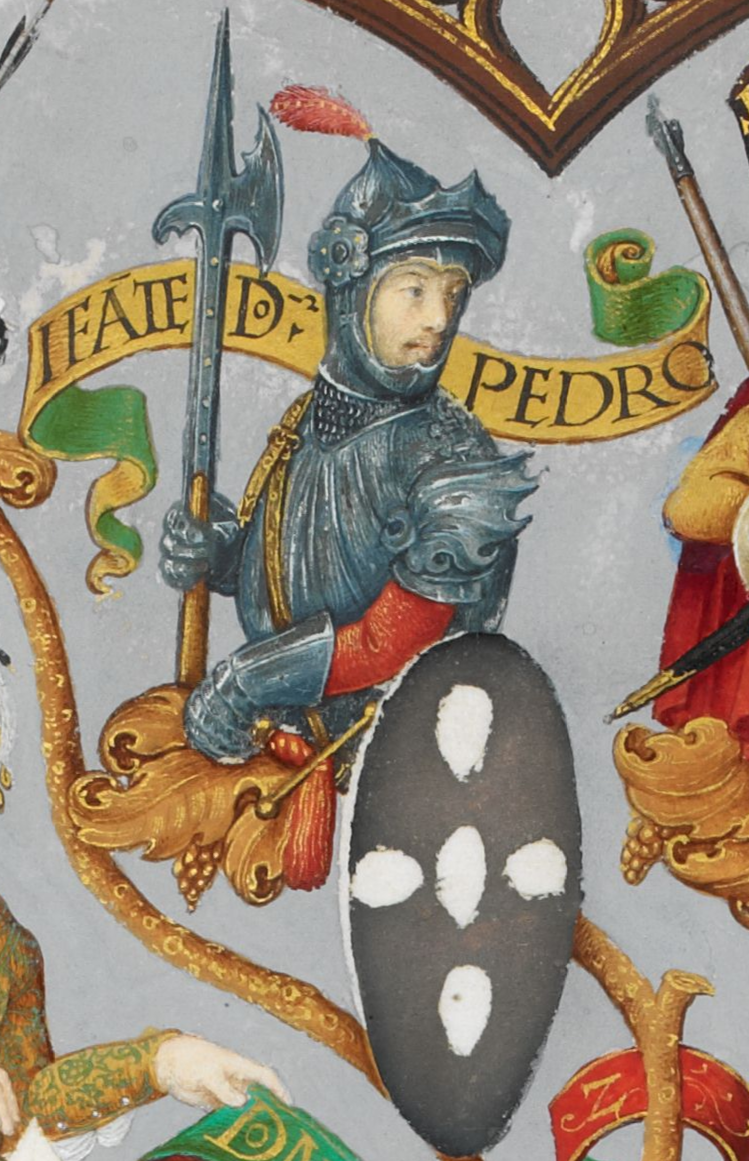
Pierre de Portugal, mort en 1256.

Cette page dresse une liste de personnalités mortes au cours de l'année 1256 :
- 4 janvier : Bernard de Carinthie, duc de Carinthie.
- 28 janvier : Guillaume II, comte de Hollande (Guillaume II) et roi des Romains.
- mai : Uzana, dixième souverain du Royaume de Pagan.
- 1er juin : Jean de La Cour d'Aubergenville, Garde des sceaux, puis évêque d'Évreux.
- 13 juin : Tankei, sculpteur japonais de l'école Kei.
- Entre le 17 juillet et le 15 octobre : Giovanni de Cagliari, Juge de Cagliari.
- 14 octobre : Kujō Yoritsugu, cinquième shogun du shogunat de Kamakura.

- Aimery IX de Thouars, 23e vicomte de Thouars.
- Sibt Ibn al-Jawzi, orateur et chroniqueur damascène (né en 1186), auteur d’une histoire universelle intitulée Miraat az-zaman (le Miroir du temps).
- Gibbon Magnusson, ou Gillebride des Orcades, comte des Orcades et comte de la moitié du Caithness.
- Kujō Yoritsune, quatrième shogun du bakufu de  Kamakura au Japon.
- Marguerite de Bourbon, reine consort de Navarre.
- Mikhail II Asen, tsar de Bulgarie.
- Pierre de Portugal, infant de Portugal, comte consort d'Urgell et seigneur de Majorque, est un prince capétien portugais.
- Sartaq, khan de la Horde d'or.
- Sibt ibn al-Jawzi, érudit musulman hanafite, orateur et chroniqueur damascène.
- Renaud de Vichiers, maître de l'Ordre du Temple.

date incertaine (vers 1256)
- Pierre II de Voisins, chevalier, connétable de Carcassonne, sénéchal de Toulouse, de Carcassonne et d'Albigeois (1251).

## Crédit d'auteurs
- Cet article est partiellement ou en totalité issu de l'article intitulé « 1256 » (voir la liste des auteurs).